# Sana Medical School
Die Sana Medical School (ehemals Medical School Regiomed) bietet seit 2016 in Kooperation mit der University of Split School of Medicine (USSM) ein englischsprachiges Humanmedizin Studium mit EU weiter Anerkennung nach Richtlinie 2005/36/EG an. Die Sana Medical School ist Zweigstelle der USSM.
Die Lehrräume sind an die Kliniken angegliedert und befinden sich in Coburg und Lichtenfels. Der klinische Unterricht wird in allen Häusern der ehemaligen Regiomed-Kliniken gehalten. Dies beinhaltet unter anderem das Klinikum Coburg, Lichtenfels, Sonneberg und Hildburghausen. Der Geschäftsführer seit 2016 ist Johannes Brachmann.

## Geschichte
Die Sana Medical School wurde 2016 gegründet, um dem Ärztemangel in der Region entgegenzuwirken. Bereits im ersten Jahr nach der Gründung starteten die ersten Studierenden in das Programm. Seit Oktober 2022 haben bereits die ersten 57 Absolventen das Studium erfolgreich durchlaufen und erhielten ihre Approbation in Deutschland, der Schweiz und den USA. Nach der Auflösung der Regiomed-Kliniken im Oktober 2024 wurde die Medical School, ebenso wie die bayerischen Kliniken des Konzerns von den Sana Kliniken übernommen. Seit 1. November 2024 führt die Medical School den neuen Namen Sana Medical School.
Zu Beginn des Studienjahres 2024/2026 zählte die Sana Medical School 141 Studierende.

## Studienprogramm

### Organisation des Studiums
Das Studium der Humanmedizin umfasst insgesamt sechs Jahre. Jährlich werden 30 Studierende angenommen.
Der präklinische Teil des Studiums (Studienjahre 1 bis 3) wird an der School of Medicine der Universität Split in Kroatien absolviert. Hier belegen die 30 Studierenden alle Kurse gemeinsam mit ca. 35 weiteren internationalen Studierenden des Studiengangs „Medical Studies in English“ der USSM und werden auf Englisch in den medizinischen Grundlagen unterrichtet. In diesem Rahmen werden theoretische und praktische Grundlagen vermittelt.
Im vierten Studienjahr kehren die Studierenden nach Deutschland zurück und durchlaufen den klinischen Teil des Studiums (Studienjahre 4 bis 6) an der Sana Medical School. Dieser Teil des Studiums zeichnet sich besonders durch hohe Praxisorientierung und intensive Betreuung in kleinen Studiengruppen aus, die den persönlichen Kontakt zu den Dozierenden ermöglichen. Dies dient der Vertiefung der theoretischen und dem Erwerb der klinischen Kenntnisse.
Der Unterricht an der School of Medicine der Universität Split bzw. an der Sana Medical School ist in Blöcken organisiert. Die Studierenden beschäftigen sich also jeweils über mehrere Wochen mit demselben Fach und absolvieren direkt im Anschluss ihre Prüfung.
Während des gesamten Studiums sind die Studierenden an der Universität Split immatrikuliert und beenden das Studium mit einem europaweit anerkannten Abschluss „Medical Doctor“, der von der Universität Split verliehen wird. Der Studiengang „Medical Studies in English“ ist nach dem Bologna-System aufgebaut, d. h. jeder Kurs ist mit bestimmten Credit Points hinterlegt, die die Studierenden erwerben müssen (ECTS-System). Der Studiengang ist durch die Agency for Science and Higher Education sowie FAIMER (Foundation for Advancement of International Medical Education and Research) akkreditiert. Der Abschluss berechtigt auch in Deutschland zum Erwerb der Approbation.

### Zulassung zum Studium
Neben guten schulischen Leistungen sollten Bewerber auch persönliche Eigenschaften mitbringen, die sie zum erfolgreichen Abschluss des Studiums und zur späteren Tätigkeit als Arzt befähigen. Bei den schulischen Leistungen liegt ein Fokus auf den Leistungen in den Fächern Biologie, Chemie, Physik und Mathematik, ein Numerus clausus besteht jedoch nicht. So sind Empathie, Freude am Umgang mit Menschen sowie das Interesse an innovativen Versorgungsmodellen wichtige Voraussetzungen für eine Bewerbung an der Sana Medical School.
Die Auswahl geeigneter Bewerber erfolgt gemäß der Zulassungsbedingungen der Universität Split zusammen mit der Sana Medical School.

## Bewerbungsverfahren
Die Bewerbungsphase für den Einstieg in das erste Studienjahr (Start jeweils zum Wintersemester) an der Sana Medical School läuft von Anfang April bis Mitte Juli. Das Sana Auswahlverfahren beinhaltet ein Interview mit zwei Dozierenden auf Deutsch und Englisch, eine kurze Präsentation mit einem selbstgewählten Thema, gefolgt von einer Diskussion, um eine individuelle Eignung für das Medizinstudium festzustellen. Es besteht generell die Möglichkeit eines Quereinstiegs in das Studienprogramm von Sana in Kooperation mit der USSM. Zwei wesentliche Bedingungen für einen Quereinstieg sind: die Kompatibilität des aktuellen mit dem Studienprogramm der USSM und die Berechtigung, sich an der jetzigen Universität für ein höheres Studienjahr einzuschreiben.

## Ph.D. Programm und Forschung
Im Rahmen der Kooperation mit der USSM besteht die Möglichkeit an den Kliniken des Konzerns für wissenschaftlich interessierte Ärzte und Ärztinnen am international akkreditierten Ph.D. Programm teilzunehmen. Dieses Programm dauert maximal sechs Jahre. Einige Teile dieses Programms werden in Split, Kroatien absolviert.
Der international anerkannte Ph.D. Titel wird in Deutschland anerkannt und berechtigt zum Führen des „Dr.“. Der Ph.D. ist der international höchste wissenschaftliche Titel, den man international erlangen kann. Mit dem Ph.D. besteht die Möglichkeit an die Fakultät der USSM berufen zu werden.

## Förderung durch das Bayerische Staatsministerium für Wissenschaft und Kunst
Das Bayerische Staatsministerium für Wissenschaft und Kunst hat im Zuge des Programms zur Förderung der Medizinerausbildung in Bayern die Kliniken Coburg und Lichtenfels mit einer Fördersumme von 1.460.000 € bedacht. Die Fördergelder dienen dem Ausgleich des klinischen Mehraufwandes des Klinikpersonals, insbesondere der an der Lehre beteiligen Ärzte und Investitionen in die Forschungsinfrastruktur.

## Stipendien des Bayerische Staatsministeriums für Gesundheit, Pflege und Prävention
Seit 2025 fördert das Bayerische Staatsministerium für Gesundheit, Pflege und Prävention Medizinstudierende, die an einer Universität im EU-Ausland mit bayerischem Kooperationspartner studieren. Die Sana Medical School ist 2025 eine von zwei universitären Einrichtungen, die diese Voraussetzungen erfüllen. Somit stellt der Freistaat Bayern bis zu 25 Studierenden der Sana Medical School im Jahr 2025 ein Stipendium zur Verfügung, das die Studiengebühren für sechs Studienjahre umfasst. Im Gegenzug verpflichten sich die Stipendiaten dazu, nach dem Studium als Ärztin oder Arzt im ländlichen Raum Bayerns tätig zu sein.

## Leitung der Sana Medical School
| Geschäftsführer                                  | Johannes Brachmann |
| Geschäftsführerin                                | Melanie John       |
| Akademische Leitung, Sprecher des Fakultätsrates | Georg Breuer       |
| Strategische Leitung                             | Theresa Weidner    |
| Wissenschaftliche Koordination                   | Walter Strohmaier  |

## Studienbeiträge
Die Universität Split erhebt Studiengebühren. Zusätzlich wird eine Verwaltungsgebühr fällig, insgesamt kostet das Studium an der Sana Medical School 13.000 Euro jährlich (Stand 2025).
Zur Finanzierung des Studiums stehen den Studierenden vielfältige Möglichkeiten zur Verfügung: Grundsätzlich haben alle Studierenden die Möglichkeit, sowohl für die drei Jahre in Kroatien als auch für die anschließenden drei Jahre in Deutschland BAföG zu beantragen.
In Deutschland gibt es zudem 13 durch das Bundesministerium für Bildung und Forschung anerkannte Begabtenförderungswerke, die Studierende finanziell und ideell in ihrer akademischen Ausbildung unterstützen. Wenn Bewerber bereits über Berufserfahrung verfügen, kommt gegebenenfalls auch das Aufstiegsstipendium der Stiftung für Begabtenförderung für berufliche Bildung infrage. In der Region bestehen darüber hinaus die Stipendien der Stadt Coburg und des Landkreises Coburg für Medizinstudierende und das Stipendienprogramm des Bayerischen Staatsministeriums für Gesundheit und Pflege.
Zahlreiche Banken und Sparkassen bieten Bildungskredite an. Studierende der Sana Medical School können seit Anfang 2021 durch eine Kooperation des Gesundheitsverbunds mit der Sparkasse Coburg - Lichtenfels  einen Bildungskredit beantragen.